# Michał Giorew
Michał Giorew (ur. 30 sierpnia 1980 w Elblągu) – polski fotograf i twórca filmowy. Absolwent Wydziału Architektury Politechniki Gdańskiej.
W trakcie studiów prowadził autorski program radiowy "ReżySAR" na antenie Studenckiej Agencji Radiowej. W 2000 roku, wraz z Marcinem Brachem i Łukaszem Papajem założył "Niezależny Zespół Filmowy T3AM". Od 2007 roku działał w Grupie Impact aż do zawieszenia działalności pod koniec 2015 roku.

## Filmografia
produkcja
- 2011 "Swing"
- 2007 "W stepie szerokim"
- 2005 "Demo" (film krótkometrażowy)
- 2005 "Towar"

zdjęcia
- 2011 "Swing"
- 2007 "W stepie szerokim"
- 2005 "Demo" (film krótkometrażowy)
- 2005 "Towar"

montaż
- 2011 "Swing"
- 2007 "W stepie szerokim"
- 2005 "Demo" (film krótkometrażowy)
- 2005 "Towar"

## Ważniejsze nagrody filmowe
W stepie szerokim
- 2007 32 FPFF w Gdyni – wyróżnienie (film "W stepie szerokim")
- 2007 Festiwal Filmów Komediowych i Niezależnych Barejada (Jelenia Góra) – Najlepszy Niezależny Film Fabularny (film "W stepie szerokim")

Towar
- 2006 Offskar (nominacja) – za najlepszy montaż (film "Towar")
- 2005 Festiwal KAN (Wrocław) – KANewka Publiczności (film "Towar")
- 2005 Oskariada (Warszawa) – II nagroda (film "Towar")
- 2005 Festiwal w Kolbudach – Złoty Grombuś (film "Towar")